# Catagramma zerynthia
Catagramma zerynthia är en fjärilsart som beskrevs av Hermann Burmeister 1878. Catagramma zerynthia ingår i släktet Catagramma och familjen praktfjärilar. Inga underarter finns listade i Catalogue of Life.